# Piaggio Sfera

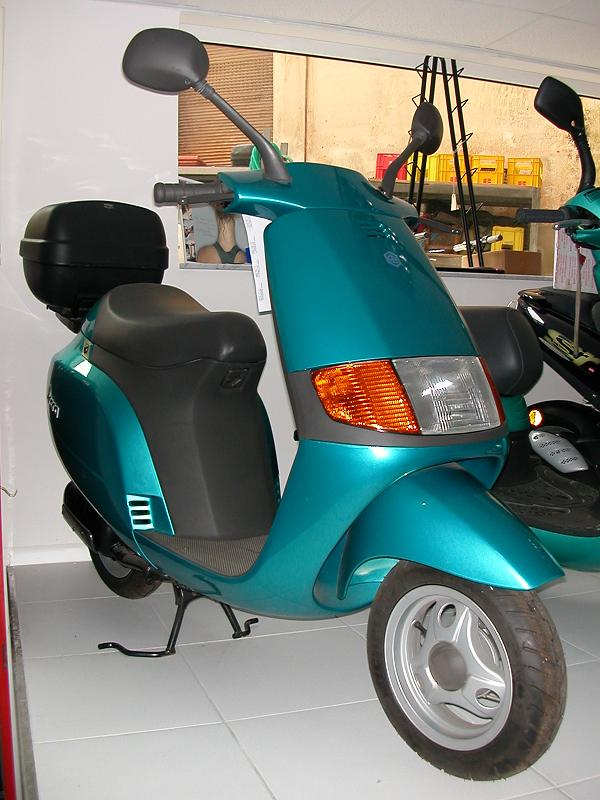
Het eerste type (NSL)

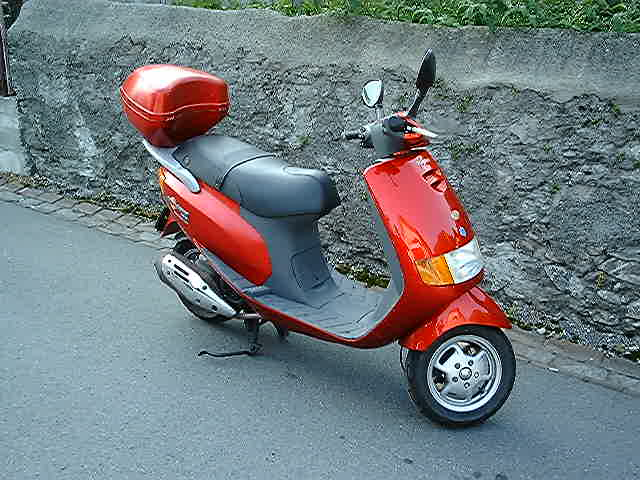
Het tweede type (RST)

De Sfera is een scooter model van het Italiaanse merk Piaggio.
De presentatie van de Sfera in Monte Carlo in december 1990 was Piaggio's eerste model van een nieuwe generatie van scooters met technopolymeerorganismen. Het model, dat in 50, 80 en 125 CC versies verkrijgbaar was, won de Compasso d'Oro (Gouden Kompas), een ontwerpprijs, enkele maanden na zijn lancering
Van 1991 tot 1995 werden meer dan 250.000 scooters van het eerste type (aangeduid met Sfera NSL) verkocht. De tweede serie die daarna volgde wordt aangeduid met Sfera RST.
De motoren van de Sfera 50 en 80 CC zijn tweetaktmotoren. De 80CC is niet in Nederland op de markt gebracht. De Sfera 125 CC is uitgerust met een viertaktmotor waarmee een maximumsnelheid van 105 km/h kan worden bereikt. De motor is een van stilste in zijn klasse. De Sfera 125 RST werd geproduceerd tussen 1995 en 1998 en werd ook in Nederland verkocht. De opvolger werd de nieuwe 'classic style' van Piaggio, de 125 CC ET4 model.

## Overzicht modellen en bouwjaren
- Sfera 50 (50 cc, 1991-1998)
- Sfera 80 (80 cc, 1993-1998)
- Sfera 125 (125cc, 1996-1998)

## Model gegevens Sfera I
De hieronder getoonde gegevens zijn ontleend aan Haynes.
| Marktintroductie        | 50cc: juli 1991, 80cc: februari 1993 |
| Motor                   | 2-takt luchtgekoeld                  |
| Motornummer prefix      | NSL 1M (50cc) NS8 1M (80 cc)         |
| Framenummer prefix      | NSL 1T (50cc) NS8 1T (80cc)          |
| Remmen                  | Trommelremmen voor en achter         |
| Vering                  | Monoshock voor en achter             |
| Inhoud benzinetank      | 5,2 liter + reserve                  |
| Droog gewicht           | 81 kg                                |
| Wielbasis               | 1200 mm                              |
| Lengte                  | 1705 mm                              |
| Breedte                 | 700 mm                               |
| Hoogte (excl. spiegels) | 1070 mm                              |